# Dinastia Raxidi

Bandeira do Emirado de Jabal Xamar, 1835 a 1920

Bandeira do Emirado de Jabal Xamar, 1920 to 1921

A Dinastia Raxidi, também chamada de Arraxide ou a Casa de Raxide (em árabe: ل رشيد Āl Rashīd; pronunciado [ʔæːl raˈʃiːd]), era uma casa ou dinastia árabe que existiu na Península Arábica entre 1836 e 1921, governantes do Emirado de Jabal Xamar e os inimigos mais formidáveis da Casa de Saud, governantes do Emirado de Négede. Eles estavam centrados em Hail, uma cidade no norte de Négede que derivou a sua riqueza do fato de estar na rota da peregrinação do Haje e era uma cidade conhecida pelo seu comércio, que absorvia muitos dos viajantes que se dirigiam a Meca. Os governantes de Hail eram filhos de Abedalá ibne Raxide, fundador da dinastia.

## História
A Dinastia Raxidi derivou seu nome de seu antepassado Abdullah ibn Raxide, o primeiro emir que iniciou o estabelecimento do Emirado de Hail. Os emires Raxidi cooperaram estreitamente com o Império Otomano. No entanto, essa cooperação tornou-se problemática quando o império otomano perdeu popularidade.
Em 1890, os Raxide ocuparam Riade. Em seguida, eles derrotaram os Sauds e os forçaram a ir para o exílio, primeiro no Barém, perto do Catar e, finalmente, para o Kuwait.
Como com muitas dinastias governantes árabes, a falta de uma regra de sucessão geralmente aceite era um problema recorrente com a liderança Raxidi. A disputa interna normalmente concentrava-se em saber se a sucessão à posição do emir deveria ser horizontal (isto é, para um irmão) ou vertical (para um filho). Essas divisões internas dentro da família levaram a disputas sangrentas. Nos últimos anos do século XIX, seis líderes Raxidi morreram violentamente. No entanto, a Família Raxidi ainda governou e lutou juntos nas Guerras Sauditas-Raxidi.
Durante os primeiros vinte anos do século XX, a Península Arábica assistiu a uma longa série de guerras, enquanto os sauditas e seus aliados procuravam unir a península sob o seu domínio. Enquanto os Raxideo reuniam a maioria das outras tribos ao seu lado, o esforço se provou fútil e, em 1921, Hail foi capturado por Ibn Saud. Ibn Saud teve a vantagem e o apoio da maioria das tribos da Arábia Central.
Alguns membros da família Raxide deixaram o país e foram para o exílio voluntário, principalmente para o Reino do Iraque. Na década de 1990, apenas um punhado ainda estava fora da Arábia Saudita.

## Emires da Casa de Raxide

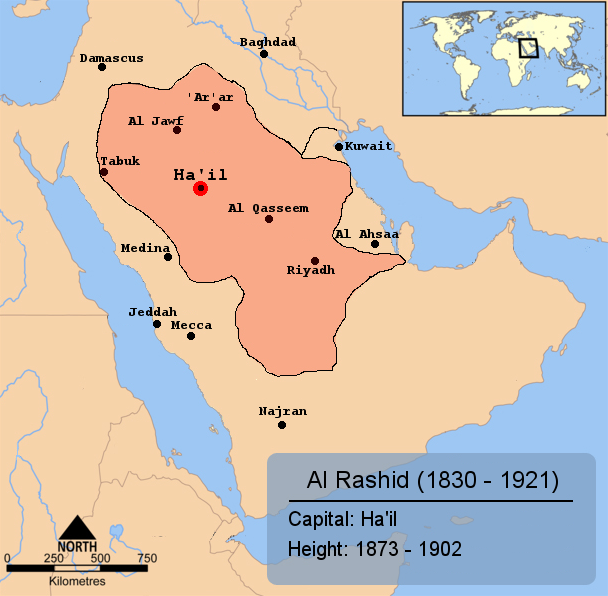
Liderança Raxidi no seu auge

1. ʿAbedalá ibne Raxide (em árabe: عبدالله بن رشيد‎; 1836–48) Abdullah chegou ao poder depois que conseguiu o apoio do imame Faisal bin Turki bin Abdullah Al Saud para ser designado oficialmente e tomar o emirado de Hail em vez do atual emir, Maomé ibne Ali Jafar Axamari. Abedalá ibne Raxide veio à tona depois de liderar uma revolta (junto com seu irmão príncipe Ubaide Arraxide) contra o governante de Hail, Maomé ibne Ali, que era um membro da linhagem de Jafar Axamari. Como líder, Abdullah foi elogiado por trazer paz e estabilidade para o Hail e para a região circundante. Abdullah exigiu de seu irmão príncipe 'Abayd e' ahd  (aliança) segundo o qual a sucessão ao ofício de emir permaneceria na linha de Abdullah. Onde foi apoiado por seu primo e amigo íntimo Zamil Bin Sabhan da família Sabhan, que apoiou ambos os irmãos para a sucessão.
2. Ṭalāl bin ʿAbdullah (طلال بن عبدالله‎; 1848–68) O filho de Abdullah, Talal é lembrado por seu relativo liberalismo e interesse em construir projetos. Durante seu governo, o Palácio de Barzan em Hail foi concluído. Ele estabeleceu conexões comerciais regulares com o Iraque e expandiu a esfera de influência Rashīdi:"Os habitantes de Kaseem, cansados da tirania Wahhabi, voltaram os olhos para Telal, que já havia dado um asilo generoso e inviolável aos numerosos exilados políticos daquele distrito. Ocorreram negociações secretas e, num momento favorável, toda a região montanhosa dessa província - depois de uma pratica que não é de fato peculiar na Arábia - anexou-se ao reino de Shommer por sufrágio universal e unânime ". (William Gifford Palgrave, 1865: 129.) Talal foi considerado relativamente tolerante em relação aos estrangeiros, incluindo os comerciantes em Hail: "Muitos desses comerciantes pertenciam à seita Xiita, odiados por alguns sunitas, duplamente odiados pelos Wahhabistas. Mas um Telal afetado por doença não percebeu as suas discrepâncias religiosas, e silenciou todos os murmúrios com marcas de favor especial para com esses mesmos dissidentes, e também pelas vantagens que a sua presença não demorou a criar na cidade ".. (William Gifford Palgrave 1865: 130.)  Na década de 1860, disputas internas na Casa de Saud permitiram que uma aliança Raxide / Otomana as expulsasse. Os Rashīd ocuparam a capital Saudita de Riade em 1865 e forçou os líderes da Casa de Saud ao exílio. Talal morreu mais tarde num incidente de tiroteio que foi chamado de "misterioso". Charles Doughty, no seu livro Travels in Arabia Deserta, escreve que Talal cometeu suicídio. Talal deixou sete filhos, mas o mais velho, Bandar, tinha apenas 18 ou 20 anos quando o seu pai morreu.
3. Mutaíbe ibne Abedalá (متعب بن عبدالله‎; 1868–69) Irmão mais novo de Talal, ele foi apoiado por membros mais antigos da família Raxide e pelos xeques das seções de Xamar. Depois de apenas um ano, ele foi baleado e morto no Palácio de Barzan pelo seu sobrinho e próximo emir, Bandar. A versão de Doughty dos acontecimentos é que Bandar e Badr, o segundo filho mais velho, dispararam uma bala de prata para matar o seu tio porque sabiam que ele usava um amuleto que o protegia contra o chumbo.
4. Bandar bin Ṭalāl (بندر بن طلال‎; 1869) Governou por um curto período de tempo antes de ser morto pelo seu tio, Maomé, o irmão de Mutaíbe. Bandar supostamente casou-se com a viúva do seu tio e teve um filho com ela.
5. Maomé ibne Abedalá (محمد بن عبدالله‎; 1869–97). Um confronto fora de Hail com o seu sobrinho, o jovem Emir Bandar, terminou com Maomé matando Bandar. Maomé, em seguida, continuou a sua jornada para Hail e anunciou-se como o novo emir. A fim de evitar a possibilidade de vingança, Maomé deu ordens para a execução de todos os irmãos de Bandar (os filhos de Talal), os primos de Bandar (os filhos da irmã de Talal) e seus escravos e servos. Apenas um dos filhos de Talal, Naif, sobreviveu. Além disso, ele eliminou a ameaça ao seu redor de "seu tio" Ubaidee seus filhos, enquanto ele contava com os primos distantes da familia Al Sabhan que tinham sido apoiantes de seu pai antes de si mesmo. Apesar do início pouco auspicioso, seu governo acabou sendo o mais longo da história da dinastia Raxide. O seu governo tornou-se "um período de estabilidade, expansão e prosperidade" (ref. P. 61, Al Rashīd). Sua expansão atingiu Jaufe e Palmira ao norte e Tayma e Khaybar a oeste. Em 1891, após uma rebelião, Abdul Rahman bin Faisal deixou Riade. A família Saudita, incluindo Abdalazize Al Saud, de dez anos, foi exilada no Kuwait.
6. Abdalazize ibn Mutib (عبدالعزيز بن متعب‎; 1897–1906) Um filho de Mutaíbe, o terceiro emir, ele foi adotado por seu tio Maomé, o quinto emir, e criado para ser o seu herdeiro. Depois que Muhammad morreu de causas naturais, Abdalazize o sucedeu sem oposição. No entanto, o domínio de Raxide era inseguro, pois os seus aliados Otomanos eram impopulares e enfraquecidos. Em 1904, o jovem Ibn Saud, o futuro fundador da Arábia Saudita, retornou do exílio com uma pequena força e retomou Riade. Abd al-ʿAziz morreu na Batalha de Rawdat Muhanna contra Ibn Saud em 1906.
7. Moutaïb bin Abdelaziz  (متعب بن عبدالعزيز; 1906–07). Sucedeu seu pai como emir. No entanto, ele não foi capaz de ganhar o apoio de toda a família e, dentro de um ano, ele foi morto pelo Sultão bin Hamoud.
8. Sultão bin Hamoud (سلطان بن حمود; 1907–08). Neto de Ubayd (o irmão do primeiro emir), ele foi criticado porque ignorou o ahd (pacto) entre seu avô e o primeiro emir. Ele não teve sucesso em lutar contra Ibn Saud e foi morto pelos seus próprios irmãos.
9. Saud bin Hamoud (سعود بن حمود; 1908–10). Outro neto de Ubayd. Saud foi morto pelos parentes maternos de Saud bin ʿAbd al-ʿAziz, o décimo emir.Saud bin Abdul Aziz Raxide

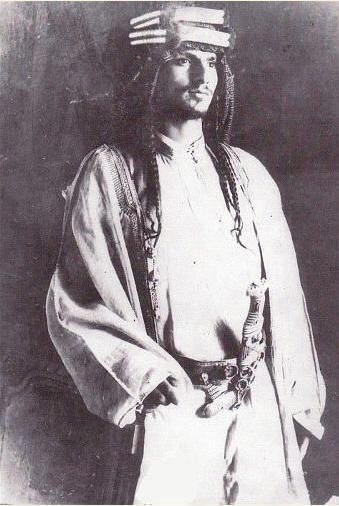
Saud bin Abdul Aziz Raxide

10. Saud bin ʿAbd al-ʿAzīz(سعود بن عبدالعزيز; 1910-2020). Um menino de 10 anos, quando ele foi feito emir, seus parentes maternos da família Al Sabhan governaram como regentes em seu nome até que ele atingiu a maioridade, com base na constituição de Emara. Em 1920, ele foi assassinado por seu primo, Abdullah bin Talal (irmão do 12º emir). Duas de suas viúvas casaram-se novamente: Norah bint Hammud Al Sabhan tornou-se a oitava esposa de Ibn Saud e Fahda bint Asi Al Shuraim da seção Abde da tribo Xamar tornou-se a nona esposa de Ibn Saud e mãe do Rei Abdullah da Arábia Saudita.
11. ʿAbdallah bin Moutaïb ' (عبدالله بن متعب; 1920–21; morreu em 1947). Filho do sétimo emir, ele rendeu-se a Ibn Saud em 1921, ele tinha 20 anos de idade. Apesar disso, ele foi um dos principais fatores da deterioração de Hail Emara.
12. Muhammad bin Ṭalāl (محمد بن طلال; 1921; morreu em 1954). Um neto de Naif, o único filho sobrevivente de Talal, o segundo emir. A esposa de Muhammad bin Talal, Nura bint Sibban, casou-se com o rei Abdulaziz depois que ele foi aprisionado por ele.[2]  Entregue a Ibn Saud. Uma das filhas de Muhammad bin Talal, Watfa, casou-se com o príncipe Musa'id bin Abdulaziz Al Saud, o décimo quinto filho de Ibn Saud. O príncipe Musa'id e Watfa tornaram-se os pais do príncipe Faisal bin Musaid, o assassino do Rei Faisal.[2]

Houve uma tendência a atribuir o desenvolvimento da Casa de Raxide à expansão comercial, mas surgiram documentos que enfatizam a importância das pressões externas e a interacção dos Raxidi com governos e líderes estrangeiros, mas os Sauds são igualmente mencionados pela mesma coisa que os catapultou ao poder.